# Капитола (Калифорнија)
Капитола (енгл. Capitola) град је у америчкој савезној држави Калифорнија. По попису становништва из 2010. у њему је живело 9.918 становника.

## Демографија
Према попису становништва из 2010. у граду је живело 9.918 становника, што је 115 (1,1%) становника мање него 2000. године.
| Група             | 2000.         | 2010.         |
| Белци             | 7.870 (78,4%) | 7.075 (71,3%) |
| Афроамериканци    | 117 (1,2%)    | 123 (1,2%)    |
| Азијати           | 401 (4,0%)    | 424 (4,3%)    |
| Хиспаноамериканци | 1.267 (12,6%) | 1.957 (19,7%) |
| Укупно            | 10.033        | 9.918         |